# Sofi Oksanen
Sofi Oksanen (Jyväskylä, 1977. január 7. –) kortárs finn írónő. Édesapja finn, édesanyja észt származású. Első regényével, a Sztálin teheneivel (2003) robbant be az irodalmi köztudatba. Tisztogatás (2008) című műve világsikert aratott és a legnagyobb kortárs írók közé emelte.

## Élete
Apja finn, anyja észt, aki a hetvenes években emigrált a Szovjetunióból. A helsinki Színművészeti Akadémián tanult dramaturgiát. Oksanen harmadik regénye azonos címmel (Tisztogatás, 2008). A kötet kiadása után a finn fikciós irodalmi művek bestseller listájának élére került.

## Művei
- Először a Sztálin tehenei című regényével vált ismertté (Stalinin lehmät, 2003). Runeberg-díjra is jelölték.[4]
- Két évvel később jelent meg második kötete, a Baby Jane (2005).
- Oksanen első színpadi művét, a Tisztogatás-t (Puhdistus) 2007-ben vitték színre a Finn Nemzeti Színházban. Ebből a műből készült egy évvel később a Tisztogatás című regény, ami meghozta Oksanen számára a nemzetközi áttörést is. A regényt 38 nyelvre fordították le.[5]
- 2012-ben jelent meg negyedik regénye, a Kun kyyhkyset katosivat (Mikor eltűntek a galambok), „Észtország második világháború alatti és utáni megszállásáról, az ellenállásról, a kollaborációról, a szerelemről és egy tragikus házasságról.”

Oksanen műveiben fontos hangsúlyt kapnak a női szerepek, és a totalitárius elnyomás. Oksanen az első író, aki egyszerre belülről és mégis kívülről ír a szovjet időkről.

## Magyarul
- Tisztogatás; ford. Pap Éva; in: Mai finn drámák; Valo-Art Bt., Bp., 2009 (Polar könyvek)
- Tisztogatás [regény]; ford. Pap Éva; Scolar, Bp., 2010
- Sztálin tehenei; ford. Pap Éva; Scolar, Bp., 2011
- Baby Jane; ford. Bába Laura; Scolar, Bp., 2012
- Mikor eltűntek a galambok; ford. Bába Laura; Scolar, Bp., 2014
- Norma; ford. Bába Laura; Scolar, Bp., 2016
- A kutyafuttató, ford. Bába Laura; Scolar, Bp., 2020
- Ugyanaz a folyó. Putyin háborúja a nők ellen; ford. Panka Zsóka; Scolar, Budapest, 2024

## Díjai, elismerései
- 2008: a Finlandia-díj, Finnország legnagyobb irodalmi elismerését, a Tisztogatásért.
- 2009: a Runeberg-díj,
- 2010: az Északi Tanács Irodalmi Díja,[6]
- 2010: a Fnac-díjat, a francia könyvkereskedők elismerése, melyre 300 mű közül választották ki. Oksanen volt az első nem francia szerző, aki ebben az elismerésben részesült,
- 2014: a Budapest-nagydíj.[7]